# Bernd Siegmund von Blankensee
Bernd Siegmund von Blankensee (* 9. Juni 1693 in Schlagenthin; † 8. Februar 1757 in Magdeburg) war ein königlich-preußischer Generalmajor, Chef des Infanterie-Regiments Nr. 30 sowie Träger des Pour le Mérite. Zudem war er Amtshauptmann und Drost von Ravensberg und Erbherr auf Schlagenthin.

## Leben
Seine Eltern waren der Erbherr auf Schlagenthin Hans Adam Jürgen von Blankensee (* um 1650)  und dessen Frau Margaretha von Delitz (* um 1655; † 1717) aus dem Haus Morstein bei Nörenberg.
1710 trat er als einfacher Soldat in die preußische Armee ein und kam in das Regiment Nr. 9 in Küstrin. Er wurde Unteroffizier und Fahnenjunker, als er 1711 in das Regiment Nr. 10 versetzt wurde. Mit dem Regiment kämpfte er in Holland bis zum Frieden von Utrecht. Am 24. April 1713 wurde er Fähnrich und schon am 30. Oktober 1713 Seconde-Lieutenant. Im Pommernfeldzug 1715/1716 kämpfte er bei der Belagerung von Stralsund. Um 1717 war er als Werber in Weilburg, Braunfels und Kassel zu finden. Am 24. Februar 1728 erhielt er die Beförderung zum Premier-Lieutenant. Am 6. Dezember 1728 wurde er Stabshauptmann, am 28. August 1730 wirklicher Hauptmann und am 16. September 1739 Major. Im Ersten Schlesischen Krieg kämpfte er in der Schlacht bei Mollwitz, wo er zwei Kugeln in die rechte Seite erhielt. Dennoch war er am 30. Oktober bei der erfolgreichen Belagerung der Festung Neiße dabei. Am 17. Mai 1742 kämpfte er in der Schlacht bei Chotusitz. Am 3. Juni 1742 wurde er zum Oberstleutnant ernannt und am 2. November 1745 zum Oberst. In der Schlacht bei Kesselsdorf wurde er wieder mehrfach verletzt.
Am 12. August 1751 erhielt er die Drostei Ravensberg und im Oktober 1751 den Orden Pour le Mérite. Am 9. September 1754 wurde er zum Generalmajor befördert. Am 5. November 1754 erhielt er das Infanterie-Regiment Nr. 30. Zu Beginn des Siebenjährigen Krieges führte er das Regiment in die Schlacht bei Lobositz. Aber er war körperlich am Ende und begab sich zur Erholung nach Magdeburg. Dort übernahm er noch das Regiment S52, das aus bei Pirna gefangenen Sachsen gebildet wurde, starb aber schon in Magdeburg am 8. Februar 1757.

## Familie
Er war seit dem 22. April 1722 mit Maria Charlotte von Schmeerheim (* 11. April 1701;?) verheiratet, sie war die Tochter von Generalmajor Johann Friedrich von Schmeerheim Gouverneur von Lippstadt. Das Paar hatte folgende Kinder:
- Caroline Friederica (* 1. August 1723; † 2. Juni 1735)
- Friedrich Christian (* 20. April 1725; † 13. Januar 1726)
- Christian Ludwig (* 16. September 1726; † nach 1763)
- Johanna Charlotta (* 17. September 1728)
- Georg Wilhelm (* 14. Oktober 1730; † 17. Mai 1734)
- Anna Sophia Tugendreich (* 25. Januar 1733)
- Dietrich  (* 13. Mai 1739; † nach 1763) Premier-Lieutenant